# Vegetaciona kupa korena
Vegetaciona kupa korena predstavlja jednu od osnovnih zona u korenu. Nju grade ćelije koje se neprekidno dele i kojom koren raste kroz zemlju. Iznad vegetacione kupe korena počinje diferenciranje ćelija i ta zona se naziva zona izduživanja. Vegetaciona kupa je zaštićena korenovom kapom (kalitrom) da se ne bi oštetila pri probijanju kroz podlogu. Na vegetacionoj kupi korena nikada nema začetka listova. Korenova kapa izgrađena je iz više slojeva ćelija. Spoljašnji sloj ćelija kaliptre u toku rasta korena otpada, jer srednje lamele njihovih ćelijskih zidova prelaze u sluz, usled čega se ćelije odvajaju jedne od drugih.

## Struktura
Vegetaciona kupa korena u cvetnicama sastavljena je iz više slojeva ćelija tako da je moguće razlikovati tri histogena: plerom, periblem i dermatogen.

### Plerom
Plerom zauzima središnji deo vegetacione kupe. Ćelije pleroma su manje više izdužene u pravcu uzdužne osovine korena i one će dati tkiva centralnog cilindra.

### Periblem
Periblem opkoljava plerom. Periblem je izgrađen od izodijametričnih ili manje-više spljoštenih ćelija i daće tkiva kore korena.

### Dermatogen
Dermatogen ima ćelije koje su obično spljoštene i daće tkivo na periferiji korena - rizoderm. Aktivnošću dermatogena može nastati tkivo korenove kape i to je slučaj kod dikotiledonih biljaka.
Korenova kapa može da se formira na račun posebnog meristemskog tkiva koje se zove kaliptrogen što je slučaj kod monokotila, pre svega trave.

## Literatura
- Kojić M., Pekić S., Dajić Z., Botanika, 9. izdanje, Izdavačka kuća "Draganić", Beograd, 2004.